# 王國境內的諸階層

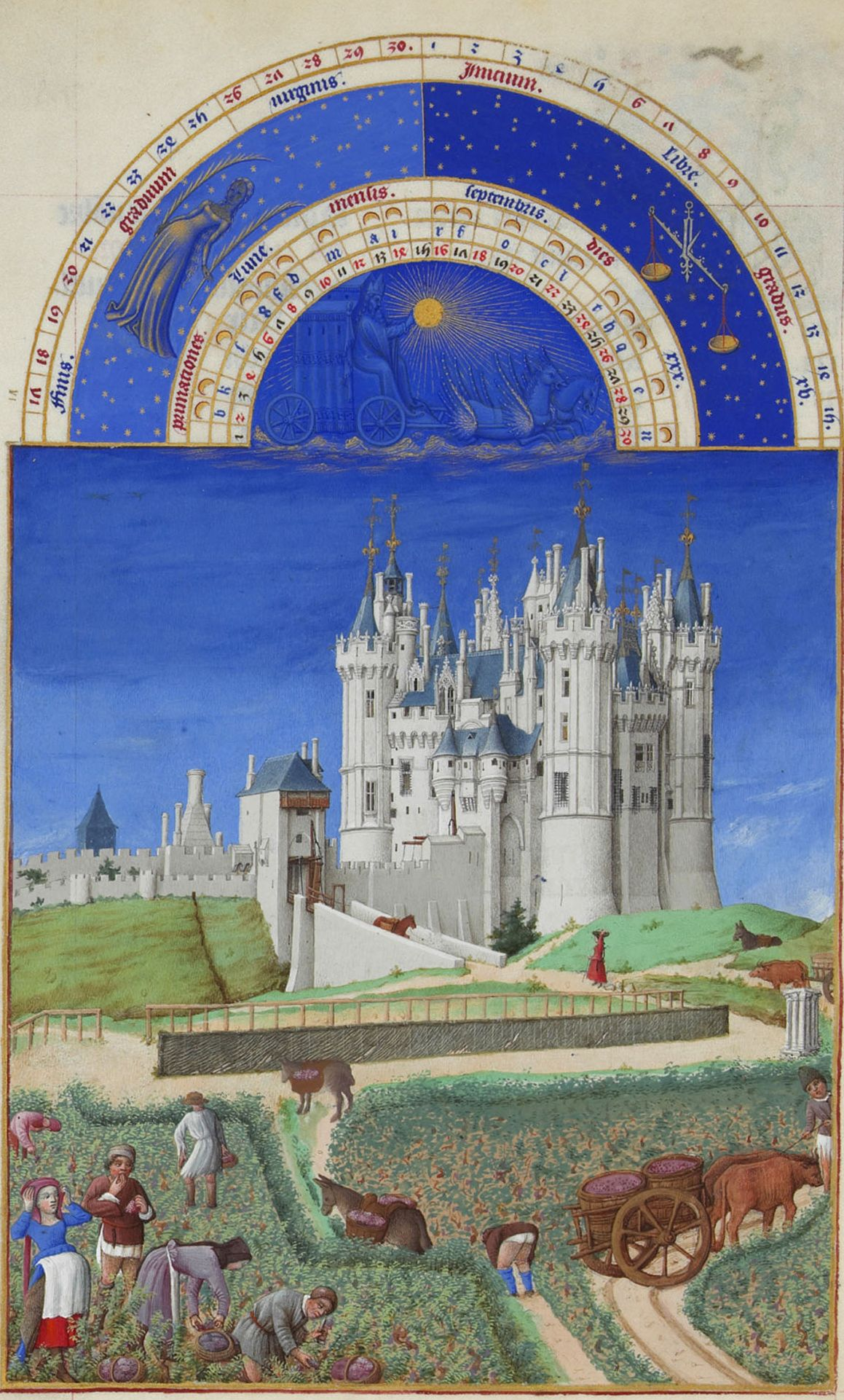
中世紀表達封建社會三個領域的圖示，最上端是自然領域由聖職(the clergy)統領、在其下，屬世俗領域由國王及貴族(the nobility)統領、世俗的庶民(commoners)領域是被統治的勞動階級，這插圖很具象的描繪出封建社會運作結構。

王國境內的諸階層（英語：Estates of the realm），或者三個等級（英語：Three estates），是指由中世紀到近代早期歐洲基督教国家的社會等級制度。不同的國家有不同的等級。
法蘭西的舊制度規定的三等級制度，一直持續至1789年-1799年的法國大革命。三等級制度由第一等級的神職人員，第二等級的貴族，和第三等級的平民組成。
有些地區，特別是斯堪地那維亞和基輔羅斯，再區分城市商人和農村平民成為單獨的等級，創建四等級制度，農村平民是排名最低的第四等級。
在英國，演化出二等級制度，貴族和主教合併為「領主等級」("lordly estate")和「庶民」("commons")作為第二等級。這系統產生议会的两院，下議院和上議院。
在德國南部，三等級制度包括貴族（王子和高級神職人員）， 男爵騎士和自治市的居民。
今天，所謂“ 第四階級 ”，通常是指已建立的權力結構的外部力量，是對中世紀三等級系統回憶，從歷史上看，在北歐和東歐，第四等級意味著農村平民。

## 社會身分不變動
在中世紀的個人出生就固定於他們的階級和社會地位，改變是困難的。
中世紀的教會是最有可能達到一定程度社會流動性的機構，平民一般所能達到的職位是副主教或修道院長 / 女隱修院院長。然而，通常情況下，只有貴族被任命為最高的教堂位置（主教，大主教，宗教團體的領導人等，低階貴族可以追求最高的教堂位置。由於中世紀後期神職人員不能結婚，這種流動性在理論上僅限於一代人，然而在實際情況中的高級神職人員也許能使其親屬存在極大的社會和經濟財富的影響力。
另一種可能提升社會地位的方式是由於特殊的軍事或商業上的成功。這樣的家庭是罕見而且他們提升到貴族必需對皇家的贊助達到某種目標數額。

## 動態社會
“中世紀的政治想象浸染在社會結構由不同階級組成的思想精髓中，” 約翰·赫伊津哈的研究認知。”等級” (estate)和”階級”(order)指涉種類繁多的社會的現實幾乎是同義詞，根本不限於一個類別，約翰·赫伊津哈得出的結論，適用於每個社會的機能，每個行業，每個可識別的組別。
首先存在領域等級，但各行業也存在，婚姻和貞潔的狀況，罪惡的狀態。在宴會庭存在“身體和嘴巴的四種等級'：麵包師傅、斟酒役、切肉工，和廚師。在教堂有祭司制度的階級和修道院的階級。最後，還存在騎士制度的不同階級。
這個靜態的社會觀點基於繼承的身分。平民普遍被認為是最低的階級。較高的等級必須依賴平民的生產，然而，往往在其他各方面不相上下的平民百姓進一步劃分為領域的城市和鎮集的資產階級和領域周邊土地和村落的農耕者和農奴。一個人在系統內的等級和職務，通常是由父親和他的職業解成的，類似於種姓制度系統內的繼承。在許多具體界定的地區和領域外，也存在天生居民人群的等級。
立法機構或諮詢機構為 君主按傳統沿著這些等級界線分組，在所有三個等級以上的是君主。領域等級會議演變成為早期的立法和司法議會。君主往往試圖經由要求各等級效忠宣誓，使他們的統治權力合法化。今天，在大多數國家，等級已失去了所有的法律的特權，而主要是歷史的趣味。貴族可能是一個例外，例如由於法規反對虛假貴族頭銜 ; 類似的不列顛政府完整的保留了貴族榮譽---以上議院，及下議院最為見證。
最早是由神父 埃馬紐埃爾-約瑟夫·西哀士，在1789年1月，法蘭西大革命開始前不久印發”什麼是第三等級?”，一個政治小冊子，稱呼這些概念。

## 背景
在西羅馬帝國崩潰後，眾多地理區域和種族的王國在歐洲特有的人民之間發展，影響他們日常世俗生活; 與此同時，天主教會和教宗的影響力越來越大，涉及所有教會的倫理、道德和宗教生活及決定。這導致世俗和宗教對保護和指導權力相互的依賴，隨著時間的推移，各王國力量不斷增強，世俗現實的競爭越來越偏離宗教理想主義和教會的決定。
589年，倫巴底人統治義大利半島北部，南部屬於東羅馬帝國，590年，格裡高利一世成為了第一個修道士出身的教皇，倫巴底人的掠奪造在成經濟停滯。羅馬城裡擠滿了各行各業的難民，露宿街頭，缺乏生活必需品。 君士坦丁堡的東羅馬無力救援。格裡高利一世意識到，羅馬教會只能增強的自身實力，才有立足之地。他將羅馬的行政機構與教會組織合併一起，制定了教會法規，全面接管城市的世俗行政事務，甚至組建軍隊，一如按章行事的政府機構。格裡高利一世與倫巴第談判簽訂合約，不僅保障了羅馬教會，同時為義大利南部的東羅馬帝國建構了安全屏障，也使傳道士走出義大利半島，深入歐洲傳教。
土地的新領主認定他們自己是戰士，由於新技術的戰爭昂貴，戰鬥者需要大量的物質資源和休閒時間進行訓練，這些需求都必須被滿足。這一時期農村和城市中心的經濟和政治轉型、農業生產、技術創新以及人口大幅增長得到填補; 改革運動和更新意圖強化神職和非宗教人員間地位的區別，世俗權力，教會承認也產生了效果。

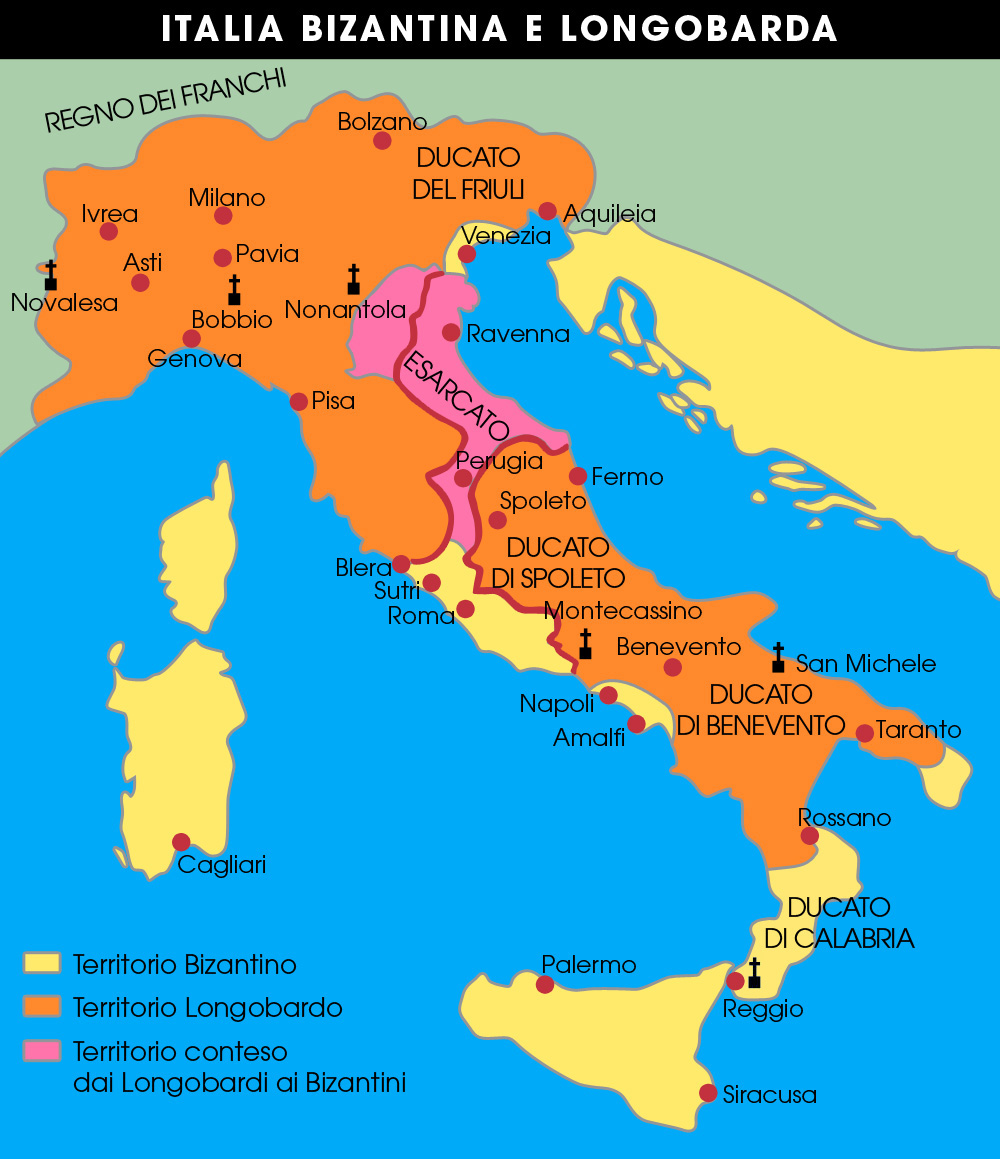
751年倫巴底攻取粉紅色的拉溫納督主教區後，東羅馬在義大利半島（黃色）和倫巴底領土（橙色）分佈勢力示意圖。

經過一百多年，義大利北部的倫巴底人也由日耳曼多神教與阿里烏教派信仰轉變為天主教，逐步採用羅馬頭銜，名稱和傳統，倫巴底語言，服飾和髮型全部消失了。。但，倫巴底王國一直對教會的領地虎視眈眈，雖然東羅馬是名義上的教宗保護者，但羅馬教會與君士坦丁堡教會在教義上的分歧卻難以化解，羅馬教宗深知基督教的正統信仰已經在西歐地區根深蒂固，要物色一位虔誠而強大的基督徒國王，作為羅馬教會的保護者，增強自己的實力可脫離東羅馬皇帝的控制。747年，矮子丕平迫使他哥哥到修道院後，完全繼承了他父親查理·馬特留下的法蘭克宮相職務，在得到教宗聖匝加的支持，751年3月，法蘭克墨洛溫王朝的國王希爾德里克三世被教宗聖匝加廢除並施以剪髮禮到修道院。。751年美因茨大主教博尼法斯，在蘇瓦松代表教宗聖匝加為矮子丕平塗抹聖油，賜予王權，這是有紀錄的第一次羅馬教會高過世俗王權。
754年教宗史蒂芬二世在聖但尼親自為丕平舉行了加冕典禮，756年，打敗了倫巴第王國，丕平兌現了承諾，將本來屬於東羅馬的拉溫納督主教區，獻給了羅馬教會，稱為“丕平獻土”，從此，獨立於東羅馬的教皇國誕生了，羅馬教宗不僅漸漸成為了西方的精神領袖，而且還是義大利的一個世俗君主，人神兩界，均在其管轄之下。

1122年敘任權爭奪達成協議後歐洲封建社會三個階級示意圖，教會和貴族相互協作統治勞動者。

經過漫長的敘任權鬥爭，1122年9月23日簽訂了沃姆斯協約，儘管敘任權發生了變化，強悍的神聖羅馬皇帝失去了它的宗教性質，而保留了名義上超越其他普世的統治者。在敘任權鬥爭與改革運動也合法化所有世俗的權威，部分基於他們維持紀律的義務。
十一世紀和十二世紀的思想家都認為，人類社會由三個階級組成：聖職”祈禱者”(‘’Oratores’’)，貴族”武士”(‘’Bellatores’’)，和那些誰的平民”勞動者”(‘’Laboratores’’)。第一等級的結構，神職人員，在1200議定後就單獨一直沿用到16世紀的宗教改革 。在11世紀後，特別是那些不屬於騎士的武士或貴族的絕大多數勞動者，迅速的多樣化成為充滿生機和活力的社會，農民，技術人員，商人，金融家，無經驗的，專業人士和企業家，共同推動了歐洲經濟，達到它們最大的成就。第二等級，那些戰鬥者，是政治上有權力的，雄心勃勃，和危險等級。國王們煞費苦心，以確保它不反抗他們的威權。
到12世紀，大多數歐洲的政治思想家都同意，君主制是理想的治理形式。這是因為它模仿上帝設定宇宙的人世間模式; 這是按古代希伯來和基督教聖經基礎，較後的羅馬帝國建立的政府的形式，而且也是在四世紀後繼承於羅馬的人民。

## 法蘭西王國

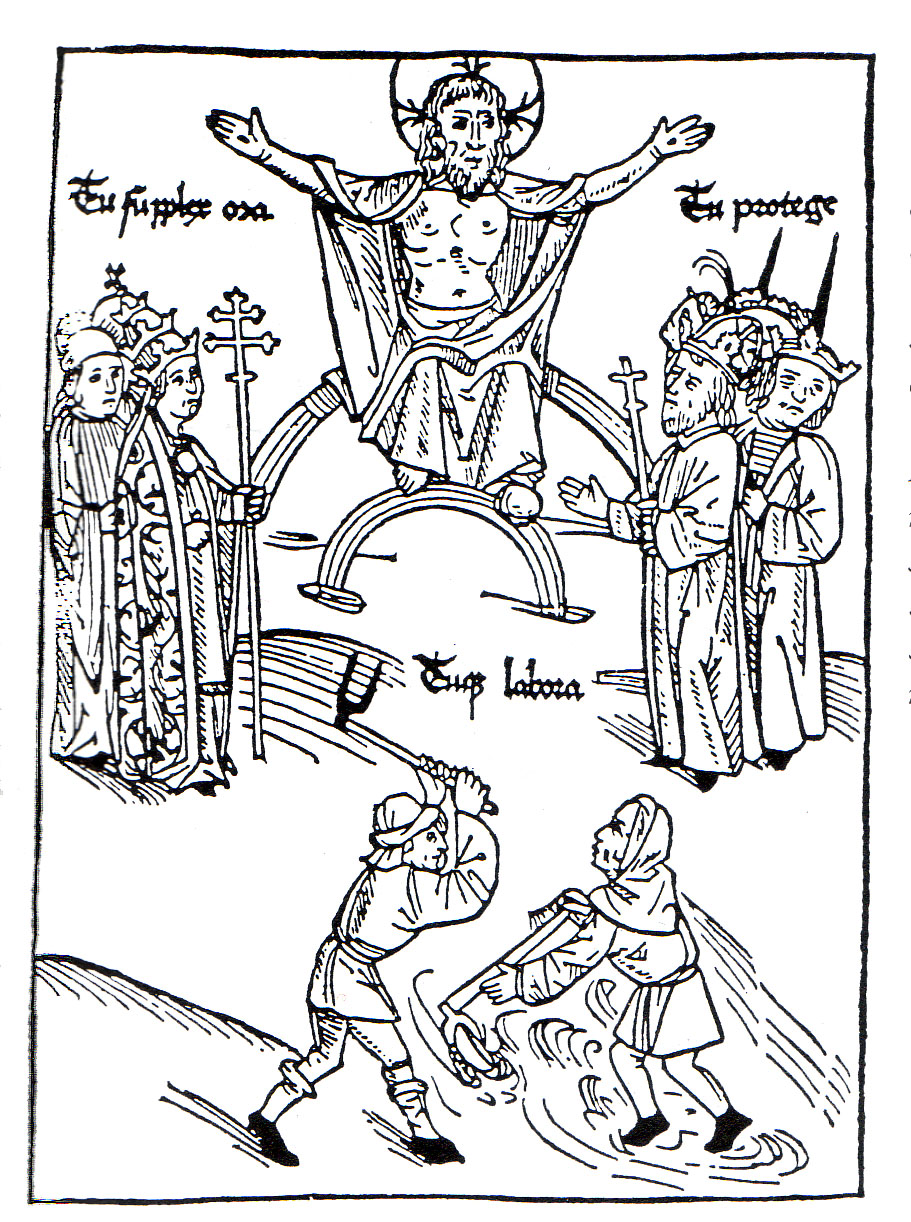
第一等級是聖職者。

法蘭西大革命之前的”法蘭西舊制度”社會分為三個等級：第一等級（聖職者）; 第二等級（法蘭西貴族）; 與第三等級（平民）。國王被認為是在所有等級之上的階級，但由矮子丕平以後就形成都由教宗加冕慣例和傳統。

### 第一等級
第一等級包括整個神職人員，傳統上分為“高級別”和“低級別”的神職人員。雖然這兩個類別之間沒有正式劃定，很明顯的，“高級別”聖職，文書貴族，都來自第二等級的家族。在路易十六的時期，每一個法蘭西的主教都是貴族，18世紀之前沒有存在如此極端的情況。
在另一個極端，“低級別神職人員” ，教區神父和僧尼大約各半，構成90％的第一等級，1789年的數量約有13萬，佔總人口的0.5％左右。

### 第二等級
第二等級是法蘭西舊貴族和除了在各等級以上的君主本人外的皇親國戚及衍生的家族。
第二等級傳統上分為”配劍貴族”(有領地繼承的”采邑貴族”)，和”長袍貴族”（出任公職的”食邑貴族”），具有權威管理皇家司法和文官政府的類別。
第二等級約佔法蘭西人口的1.5％，根據舊政權規範，第二等級免除有如: 強迫築道路的皇家 徭役，大多數其他形式的間接稅如:鹽稅，而最重要的，直接土地稅。這些的免稅特權，導致他們不願意改革。

### 第三等級

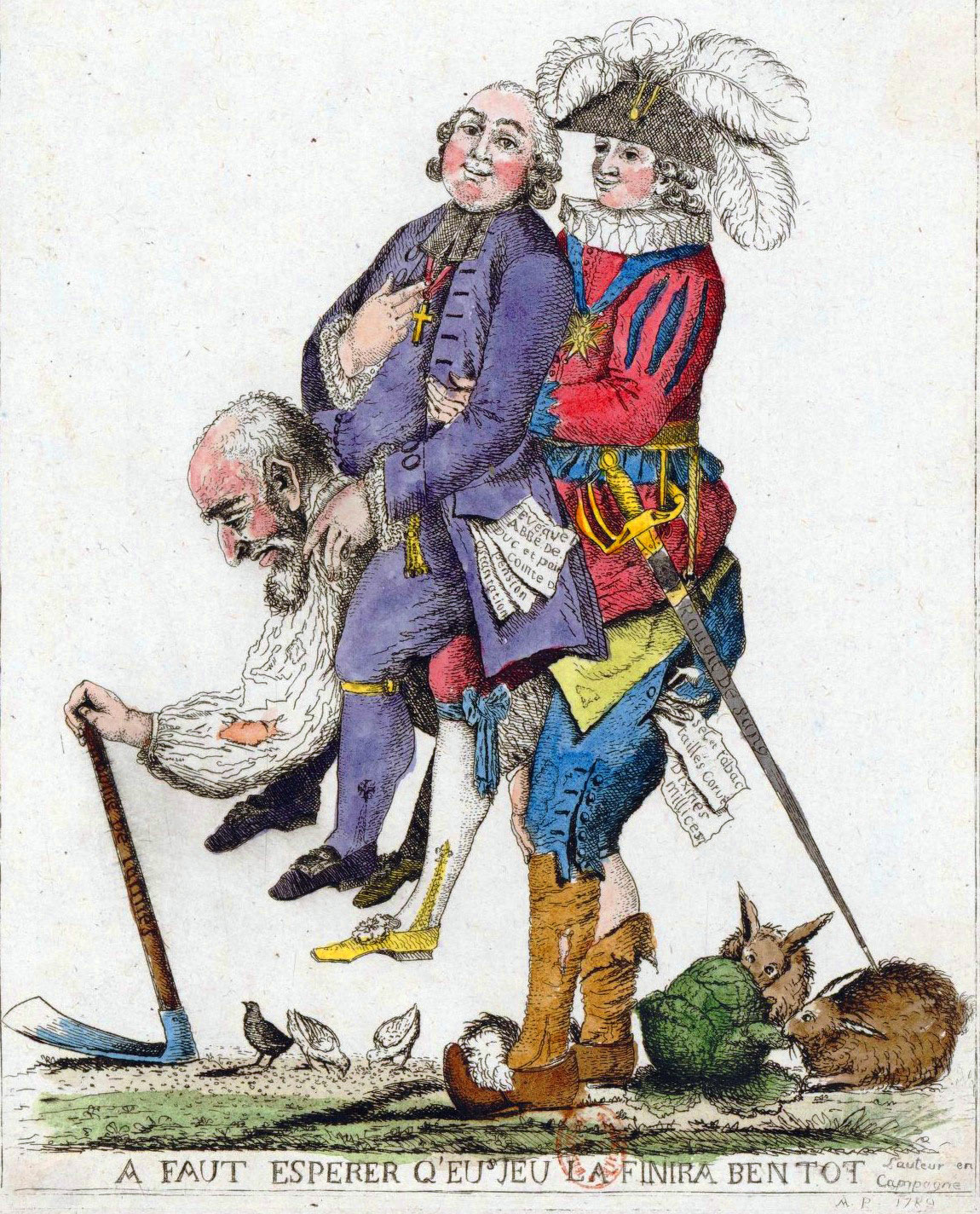
當時報紙漫畫，具象的描繪出第三等級背負著第一等級(神職人員)及第二等級(貴族)的困窘。

第三等級包括所有不在以上這些階級的成員，可分為兩組，城市和農村的，共同組成法蘭西98％的人口。城市包括資產階級，以及領薪勞動者。農村包括擁有自己土地的幸福的自由農民，和佃農、農奴或在貴族土地工作的農民。自由農民相比於其他的等級付出不成比例的高稅額，因而很不高興，他們想要更多的權利。此外，第一和第二等級依靠第三等級的勞動，這使得後者的不平等地位更加明顯。
法國大革命開始時，第三等級估計有2700萬人。
男人和女人都承擔著體力勞動和糧食短缺艱苦的生活。在這等級中的，絕大多數由出生到死亡，只能是它的一部分。要跳出這種與生俱來的等級到另一等級，這是絕無僅有的。那些能跳出宿命結果的，要就是在戰鬥中非凡的勇猛，再就是宗教生涯。少數的平民能夠獲得第二等級的青睞，結婚，而加入他們，有可能但卻是相當罕見的。

### 三級會議
1302年， 法蘭西腓力四世召集的第一等級大會，實際上就是一般市民的集會。
1789年法蘭西三級會議的時期，處於有近三千五百六十萬里弗公共債務 ，1788年至1789年冬季因糧食普遍短缺的大飢荒和可怕的通貨膨脹，造成無法控制的困境。這導致民怨擴大而選出一批612位第三級的代表，催逼出一套比較激進的改革，其中大部分是在配合財政部長雅克·內克爾的目標，但卻嚴重的違背了國王路易十六皇室和他的許多世襲貴族第二等級盟友的意願，這些盟友反他們自己承擔更多的稅負，並要繼續保持對平民不平等的稅負。
當路易十六無法說服他們接受他的“理想方案”，他試圖解散三級會議，但第三級堅持了自己的代表權。“低級別神職人員”和一些貴族、高級別的神職人員，最終加入並支持第三級，國王被迫屈服。因此，三級會議促成了革命。
到6月，當持續的僵局導致雙方關係進一步惡化，1789年6月13日，三級會議改組為國民議會尋求第三等級獨立於國王操控偶爾召集的三級會議，而且堅持繼續開會。這個自己組織的會議，今天限定為”劃時代的事件”，開啟了法國大革命的歷史時代，其間---經過幾個星期內亂後---議會主體採用新的身分，成為革命性的立法機關，1789年7月9日改名為 國民制憲議會。
這由先前三個等級組成的單一主體，在波旁王朝君主逃離巴黎後存在的權力真空，加快了以緊急委員會進行統治。馬克西米連·羅伯斯庇爾是雅各賓派有影響力的成員，在國民公會期間，1793年9月5日- 28 1794年7月，法蘭西暴力動盪及政治騷擾時期，他進行雅各賓恐怖統治。
經過法國大革命，三級社會制度被徹底摧毀了，導致相伴而生法國封建制度的廢除，君主制政治制度也走到了盡頭。

## 聯合王國
1066年征服者威廉，在教宗亞歷山大二世許可下，西渡征服了英格蘭地區由1086年彙編名為末日審判書類似於後世的“人口普查”據此移植建立了歐洲已經運作成熟的封建制度。1100年後，英格蘭和法蘭西的封建制度就發生了“演化分岐”，越走越遠，最終發展出現代截然不同的政治結構。
1100年，沒有領地可繼承的儒雅者亨利，在他哥哥打獵時紅臉威廉被背後飛來的暗箭射死了，儒雅者亨利急忙的繼承了英格蘭的王位，為了得到教會及貴族支持的合法性，他簽署了《自由憲章》條款幾乎都是國王和貴族間財產權的明確約定及補強，隨後幾百年的演化成為「政府不得侵犯人民的財產權利」——這就是「自然法則」的基礎。
1215年6月15日，約四代人的時光，一百一十五年後，自由憲章成為無地王約翰繼位前《大憲章》的範本，內容有增加，保護財產權基本精神是一貫的。
另一個特點，是5世紀、6世紀期間遷居到不列顛島的日耳曼部落建立了的所謂“盎格魯-撒克遜英格蘭”保留了他們的傳統賢人會議，經過幾百年的發展人口增加，征服者威廉在1085年的末日審判書人口數已經達到150萬人，賢人會議已經演變為民眾集會 ，統治者和被統治者的人數懸殊差距，這種傳統被保留下來成為在演化成為議會。可以說，聯合王國是和英格蘭議會的演化相結合的。
議會制度演化的端點，賢人會議源於做為領主諮詢任務編組，而後領地的擴大，各種行政事務、還會包括法規的制定、爭議的裁判等工作量的增加，量變成為例行的工作，質變成為專業的工作，原先不定期的諮詢任務編組也就轉變為領主會議（Curia Regis）協助領主這些許多事務性的工作。
1236年，金雀花王朝的亨利三世國王的大議會（the King's Great Council），大約40~50名主教和領地男爵（barons）們集會，討論影響王國的議題，被認為是現代議會的起源。
1265年，西蒙·德孟福爾伯爵在爭奪英格蘭統治權期間，他召集議會在叛亂貴族的領地每個郡（shire）、縣（county）召集兩位騎士及由每個自治市（boroughs）或鎮召集兩位代表參加，這個議會被稱之為孟福尔议会，休會後西蒙·德孟福爾伯爵戰敗身亡。1295年，愛德華一世 為籌集戰爭經費，與蘇格蘭、法國、威爾斯開戰，召集議會，維持孟福尔议会模式，後來被稱之為模範議會成為英格蘭下議院濫觴;由1350年，愛德華三世統治時期 ，有產市民階層和勛爵們（the Lords）不坐在一起分別開會，逐步形成了下議院及上議院。

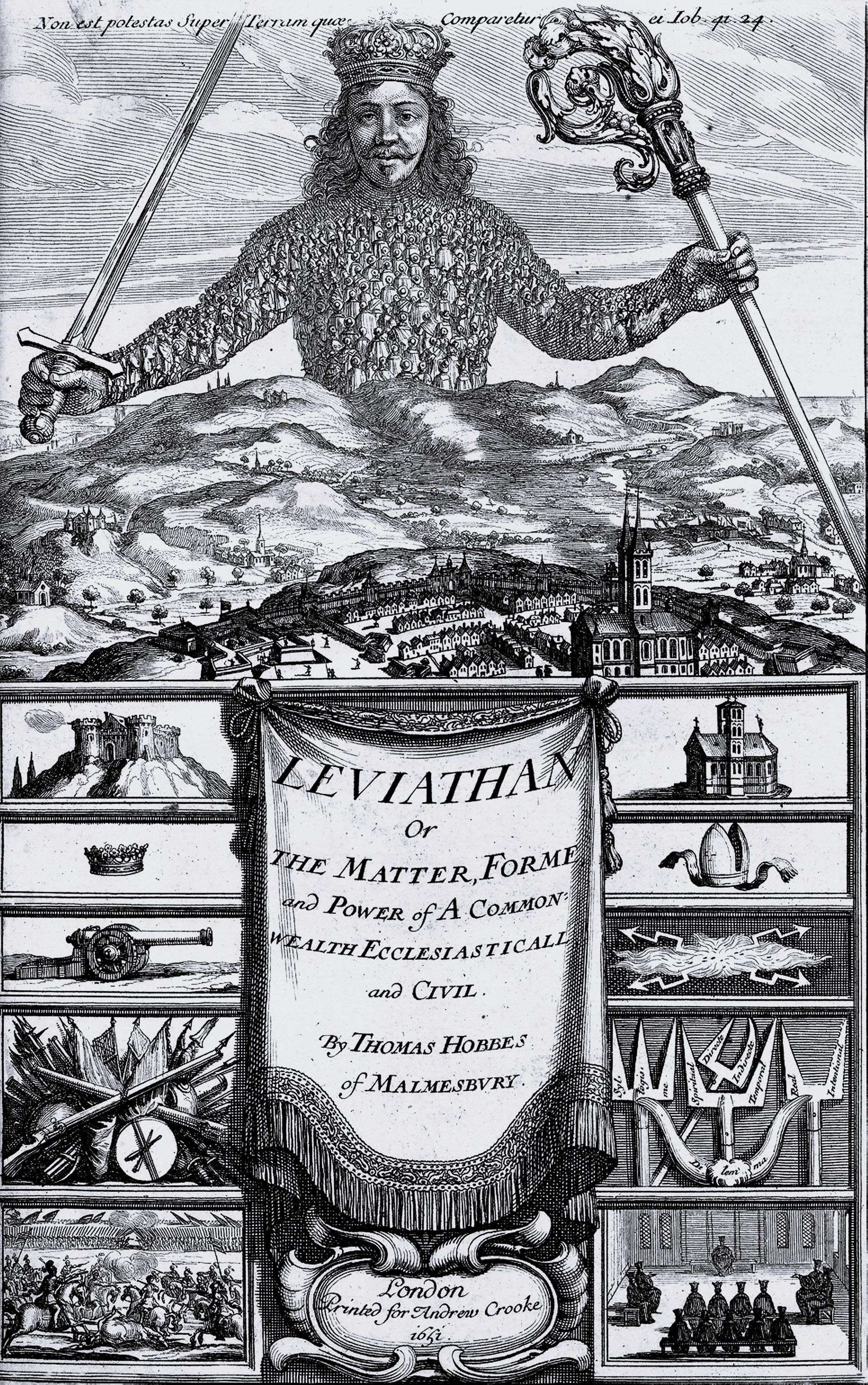
封面圖案最上方頭戴王冠的絕對的威權”利維坦”，身體是由許多社會人群共構的，每個人都將他與生俱來擁有的，只保留自己免於一死自然權力交付給這權威“利維坦”，成為它的主權，左手握宗教“法杖” ，右手握世俗“利劍”——以維持內部和平，避免“所有人對所有人的戰爭”;圖的下方:左側表示“世俗”維持秩序的權力;右側表示“宗教” 維護倫理的權力。這個圖示表明的“公權力和每個自然人”的契約概念，領域等級概念模糊了，最終演化為現代國家的運作模式。

最初400年的演化，議會發展成政務的皇家樞密院和司法的星室法庭，再經過1642-1689年的關鍵演化發展而成為英格蘭內閣，重要的政府運作機構。
1651年，湯瑪斯·霍布斯出版了利維坦 全名為《利維坦，或教會國家和市民國家的實質、形式、權力》（Leviathan or The Matter, Forme and Power of a Common Wealth Ecclesiastical and Civil），第一次提出“社會契約論”的概念，封面插圖很具象的表達了這些概念，主張統治者擁有”絕對的權力”——這種經由歸納英格蘭獨特元素演化出來的政治制度，完全絕棄了中古的領域等級的封建制度。這時比湯瑪斯·霍布斯小44歲的约翰·洛克，是19歲。
大約在1659年，他二十七歲時，约翰·洛克的政府論陸續完成，經過英格蘭議會1688年“政變形式”的光榮革命實踐，現代的聯合王國的君主議會內閣制度已宏觀的成形。
18世紀上半葉，孟德斯鳩 考察了英格蘭的君主議會內閣制度，回國後在1748年匿名出版了《論法的精神》，更精確、系統修訂約翰·洛克的與政府第二個條約（Second Treatise of Government）的內涵，他認為：司法權不與立法權和行政權分立，也就不存在自由；如果司法權和立法權結合，那麼法官將對公民生活和自由實施專斷的權力，因為司法權與行政權相結合，那麼法官就擁有壓迫者的力量。 由一個人或由主要人物、貴族或平民組成的同一機構行使這三種權力，則必然形成獨裁專制的統治——法蘭西大革命期間1793-1794年恐怖統治，應證了這個觀點的正確性。
孟德斯鳩強調司法系統審判的進行要有“程式的正義”，包括公平審判的權利、無罪推定原則和應受處分比例原則——這些都是普通法在實踐過程中演化出的重要原則。
法國大革命後，歐洲推動“君主立憲制度”都建構在權力分立的理論基礎之上的。隨後成立的美利堅合眾國及法蘭西第一共和憲法採納“三權分立”理論建立的，1848年的歐洲革命推動了“君主立憲”，二十世紀權力分立的“三權分立”逐步成為憲政體制發展的“主流”模式。
英格蘭議會權力屬於通過民主選舉而產生的下議院；君主僅作為象徵意義的領袖，而由非選舉產生的上議院，其權力也十分有限。議會是由早期為君主提出治國建議的政務會發展而來，幾百年的演化到今日的運作，理論上統治權力並不歸屬於議會，憲政法律術語是國王在議會 ，表達國會權力融合的概念。議會中的女王仍被認為是完整的君主主權。沒有發生因內部革命，也沒有因外部戰爭失敗而導致社會結構的崩潰，聯合王國的社會在政治實力對決和妥協交互運作演化的，英格蘭教會及貴族體系被保留下來了。加入歐洲聯盟衝擊聯合王國的體制，特別是司法系統；原先隸屬於英格蘭上議院司法職能被聯合王國最高法院所取代。儘管已通過發佈了1999年上議院改革法案，英國的議會仍可以識別三個等級的存在：平民在下議院，英國國教會主教形式的神職人員和貴族作為靈職議員在上議院。

### 蘇格蘭
1707年以前蘇格蘭議會成員被統稱為三個等級（1450-1700蘇格蘭：THRE Estaitis），也被稱為領域集體組織，直到1690組成份子為 ：
1. 由教長（主教和修道院長）組成第一等級;
2. 由領主（公爵，伯爵，(1437後)議會成員（英语：parliamentary peers），平信徒及租戶管理人（英语：tenants-in-chief））組成第二等級;
3. 由自治市督察（英语：burgh commissioners）（由皇家自治市（英语：royal burghs）所選出的代表）組成第三等級。

1660年，查理二世復辟，由保王大臣克拉倫登伯爵組成的騎士議會絕大多數是保皇黨人和聖公會信徒，收集古老的刑法典彙編制定為《克拉倫登法案》（Clarendon Code），其中很重要的影響，是重新鞏固英英格蘭聖公會的地位，規定不信國教徒（清教徒的新名稱）與天主教徒不得出任公職。
1685年，信奉天主教的詹姆斯二世，委任天主教徒到軍隊、政府部門、教會、大學擔任重要職務。1688年6月20日，詹姆斯獲得皇子，議會及英格蘭聖公會聯手罷黜詹姆士國王。由奧蘭治的威廉三世繼承英格蘭王位，第一等級的議會席位在光榮革命的過程中被推翻並排除。然後，第二等級被分成了兩個部分，因此還是保留成為三個等級的區分。
郡督察最近似英格蘭的議會議員辦公室，即平民或較低等級貴族成員。相對於英格蘭上議院和下議院的分別集會，蘇格蘭議會是一院制，因此所有成員都坐在同一個議事廳。
皇家特許的蘇格蘭古老大學在蘇格蘭議會有大學選區議席。這個系統在詹姆士六世以詹姆士一世登上了英格蘭王位後，引入到英格蘭議會。由於大學會受到議會決定的影響，因此被認為在議會應該要有它的代表。大學選區代表繼續保留在1707年聯合法令組成大不列顛議會和大不列顛及北愛爾蘭聯合王國議會，一直持續到1950年。

## 瑞典和芬蘭
瑞典包括芬蘭，後來的俄羅斯芬蘭大公國有兩個較高等級，貴族和神職人員，以及兩個較低的等級，資產階級和擁有土地的自耕農。每一個都是自由人，並有具體的權利和責任，以及派代表參加等級議會的權利。在議會，每個等級的投票視為單一的個體。從18世紀初，一項法案，至少需要三個等級的批准才通過，而憲法修正案需要所有等級的批准。在18世紀之前，如果等級表決是平手，國王有權投決定性的一票。
1809年俄羅斯征服芬蘭後，還是按照1723的老瑞典法律規範貴族院。然而，一直到1863年芬蘭議會和它的四個等級沒有被召集過。
在各等級外還有許多人口。不像其他領域，這些人群沒有“預設”等級，除非他們來自擁有土地的家庭，否則就不是自耕農。等級劃分的摘要如下：
- 貴族--芬蘭貴族（英语：Finnish nobility）和瑞典貴族（英语：Swedish nobility）--是免稅的，能繼承貴族等級並有權保有封地，但有兵役和傳統服務及管治的義務。1280年，瑞典國王整合貴族及土地所有者並認可了稅收的減免，他們需為國王的軍隊裝備騎兵或堤供本身的兵役。1400左右，引入專利特許證，1561年增加了伯爵和男爵的爵位，並在1625年將貴族院被編入領域第一等級。埃克塞尔·乌克森谢纳的改革，政府較高等級官員只對貴族開放。然而，貴族仍然擁有只屬於自己的財產，而不包括農民或如歐洲大部分地區 與土地綑綁的農奴。貴族們家族的長子是貴族世襲成員的統稱。貴族分為采邑貴族（伯爵和男爵）和較低階公職不可繼承的食邑貴族。直到18世紀下級貴族是依次分為騎士和士紳這三類別的每一級首先在內部進行投票，設定每一級為一票。這導致了較高級別的貴族擁有很大的政治影響力。
- 神職人員，教士或，是免稅的，而且教會還徵收什一稅。在瑞典的宗教改革（英语：Reformation in Sweden）之後，教會改為信義宗。以後的幾個世紀中，這等級包括大學和某些國立學校教師。這等級是由 國家教會統治，授予它的牧師並任命他們的位置，同時在選舉議會代表時進行投票。
- ”自治市的市民”是在城市居住的商人和工匠。重商主義的意識形態已經佔了上風，而市民們在行會專用權的框架內開展商業，僅允許城市內的交易。等級的登錄記載是由鄉鎮自己自主控制。自耕農民被允許在市區限制範圍內出售他們的產品，但只允許”自治市的市民”進行更大範圍的貿易，特別是外貿。為了有利於將聚落轉為一個城市，皇家特許賦予集鎮銷售權（英语：market right）以及貨物轉運（英语：staple port）外貿權利都是必需的。1809年，俄羅斯帝國吞併芬蘭後，磨坊業主和其他原始工業家將逐漸被納入這個等級。
- 自耕農民及他們的家庭是交稅農地的所有者，在中世紀時期代表了多數。直到19世紀，由於大多數人口是獨立農戶，因而既沒有農奴也沒有”人身擔保的佃戶”，相比於其他歐洲國家有顯著的傳統差異。農田所有權是由登錄記載的，這不僅為了一般性的出售，而且也是繼承屬性的控制。1809年後，瑞典佃戶租用一個足夠大的農場（被要求比自耕農民所擁有大十倍的農場）也被列為非貴族擁有的免稅土地。
- 對於沒有等級無財產的零工，與土地綑綁的農奴，土地屬於他人的佃農，農場工人，僕人，較低階的管理工人，農村工匠，旅行推銷員，無業遊民，無財產以及和失業人員。為了反映屬於遺產的人看到他們，芬蘭意為“污穢的”(säädytön)，字面意義是“不入流的”(estateless)。

等級的瑞典議會一直存在，直到1866年賦予政治權利給有一定的收入或財產的公民，它被兩院制議會取代。然而，許多19世紀的主要政治人物繼續來自於古老的等級，要麼他們自己是貴族，或代表農業和城市的利益。即使追求等級已經失去了政治上的重要性，但爵位授予繼續著，1902年是最後的爵位授予探險家斯文·赫定;1975年1月1日，採用瑞典新憲法，這種做法被正式廢除，而貴族之家作為瑞典貴族準官方代表機構的狀態，在法律的規範繼續到2003年。
在芬蘭，仍然依照 1772年的瑞典憲法，法定權利的分裂一直存在到1906年。然而，在 20 世紀初絕大多數人口不屬於任何等級，也沒有政治代表。一個特別大的類群都是佃農，他們不擁有耕種的土地，在農場工作向土地所有者付租金，但不像俄羅斯，不是奴隸或與土地綑綁的農奴。此外，生活在城市的產業工人不被四個等級制度代表。
1904-1905年日俄戰爭沙皇軍隊的慘敗，導致1905年俄國革命向伴隨的也發生了1905年芬蘭的普遍罷工，進行政治制度改革作為結果，經由最後的議會制定新憲法創建了芬蘭現代議會制度，結束了等級政治特權。1919年獨立後的憲法禁止授予爵位，1920年廢除所有稅收優惠。雖然在司法實踐中，特權早已無法執行，1995年，等級特權最終被正式廢除。由於瑞典，貴族尚未正式廢除，因而貴族的記錄還自動地保留在骑士宫。
芬蘭明定，經由聲明在婚姻，名稱或等級蓄意詐騙，是非法的，最長可在監獄拘禁一年。

## 荷蘭
尼德蘭區域，是現在的比利時，盧森堡和荷蘭，直到16世紀末期是由幾個縣郡，采邑主教，公國等組成的，沒有議會 。直到1464年， 勃艮第公爵菲利普在布魯日召集第一個議會。後來，通往乳仰的海道淤積了，15和16世紀在布魯塞爾召集議會。從各省召集來的伯爵、采邑主教、公爵等代表在這場合，要求更多的自由。出於這個原因，不常召集議會。
1579年烏得勒支同盟 成立了，這個事件後，荷蘭議會宣布，他們不再服從荷蘭的領主 ，西班牙國王菲利普二世的統治。重新奪回尼德蘭區域南部，即比利時和盧森堡後，這地區的議會就永久在米德爾堡成立，並在1585年後遷往海牙。沒有國王統治的國家，議會就是統治權力。這是，北部尼德蘭七省份所有的關注及要處理的事務，這個部分成為了 荷蘭共和國。
在此期間，由七省議會代表組成聯合省的議會。在每個省的席位代表貴族和城市的居民，神職人員沒有單獨的代表; 菲士蘭省的農民是由”菲士蘭地區行政官”作為間接代表。
作為一個政府，1795年聯合省議會被廢除，創建了新的議會，被稱為”國民議會”(Nationale Vergadering)。它不再由各省議會代表組成，更不用說等級代表了：在1798年憲法，所有的人都是平等的。最終，荷蘭成為法蘭西拿破崙帝國的一部分。
1813年11月重新獲得獨立後，1814年組成立法機關，以“荷蘭國會”名稱又復活了，並由選舉產生的省議會。1815年，當荷蘭與比利時和盧森堡聯合，“荷蘭國會”分為兩院：第一議院和第二議院。第一議院的成員被國王任命為終生的代表，而第二議院的成員由省議會成員選舉產生。“荷蘭議會”每年輪流坐落海牙和布魯塞爾，直到1830年比利時獨立，海牙再次成為“荷蘭議會”的唯一地點。
從1848年起，憲法宣告，第二議院的成員經由人民選舉產生，起初只限於部分男性人口;男性和女性的普選投票權是1919年以後才實施的。而第一議院的成員由省議會成員選舉產生。其結果是，第二議院成為最重要的立法機構。第一議院也被稱為參議院。然而，這不是憲法使用的術語。
偶爾第一議院和第二議院舉行”聯席會議”（Verenigde Vergadering），例如，在議會年度開議國王蒞臨議會，以及在新國王的就職典禮。

## 神聖羅馬帝國
神聖羅馬帝國有帝國議會。
- 聖職等級是由獨立的代表采邑主教，王子大主教和眾多修道院的采邑修道院長選出。
- 貴族等級由獨立的貴族統治者：世俗選帝侯，國王，公爵，邊境總督，伯爵等組成的。
- 資產等級由獨立的帝國自由城市代表組成的。

在神聖羅馬帝國境內許多已經獨立了幾個世領地的人民，在帝國議會沒有代表，這包括帝國騎士和獨立的村莊。帝國議會的權力是有限的，儘管努力集中權力。
大領土的貴族或神職人員有他們自己的財產，在地方事務可以擁有巨大的權力。統治者和領域資產者之間的權力鬥爭可媲美英格蘭和法蘭西議會類似事件的歷史。
在15世紀期間，施瓦本聯盟在日耳曼地區是顯著的部分，也有自己那種的等級，一個聯邦統治委員會包括三個團體：王子，市民和騎士。

## 俄羅斯帝國
俄羅斯帝國的末期，社會“等級（sosloviyes）”分為四大等級 ：俄羅斯貴族 （dvoryanstvo），神職人員，農村居民和城鎮居民，其中有一個更詳細的分層。在等級的劃分是混合性的：傳統，職業，以及正式的：例如，杜馬，俄羅斯的議會，投票是按等級實施的。1897年俄羅斯帝國人口普查的報告記錄了各等級的人數。

## 加泰羅尼亞
在現今西班牙巴塞隆納和赫羅納地區，保留了最早1027年的上帝的和平停戰協議，這種協議需要神職人員、各方的貴族領主參與才能奏效，最早有紀錄的加泰羅尼亞御前會議。經過演變，1283年首次成立加泰隆尼亞議會，根據美國哈佛大學歷史學家”托馬斯·比森(Thomas N. Bisson)”，以及許多歷史學家認為這是中世紀議會的模型。舉例來說，憲政的英國歷史學家查爾斯·霍華德·麥考溫寫道，在14世紀，加泰羅尼亞全體的御前會議，有一個更明確的組織，比英格蘭或法蘭西議會更多的定期集會。
加泰隆尼亞議會三個等級的成員：
- “軍界等級”（ braç militar）封建貴族的代表;
- “教會等級”（ braç eclesiàstic）宗教集團的代表’
- “皇家等級”（ braç reial）皇室特權下的直轄自由市民代表;

近親通婚的西班牙哈布斯堡王朝，在十八世紀絕嗣，法蘭西的波旁王朝與奧地利哈布斯堡王朝為爭奪西班牙王位的繼承權，引發1701年 - 1714年西班牙王位繼承戰爭，歐洲大部份君主制國家都捲入混戰，波旁王朝路易十四慘勝。1716年，議會制度與加泰羅尼亞的其它機構都被廢除。